# Franck Bonora
Pour les articles homonymes, voir Bonora.
Franck Bonora, né le 11 août 1967 à Marseille (Bouches-du-Rhône), est un footballeur professionnel français qui évoluait au poste d'attaquant.

## Biographie

### Carrière de footballeur
Franck Bonora a été formé à l'Olympique de Marseille.
Il évolue dans de nombreux clubs dont l'US Créteil, l'US Orléans où il a comme coéquipier Laszlo Bölöni. Il effectue ses saisons les plus prolifiques à Laval, atteignant la demi-finale de la Coupe de France en 1993 face au Paris SG. Il forme alors avec Franck Vandecasteele et Raouf Bouzaiene un trio d'attaque remarqué.
En 1995 il retrouve Bölöni à l'AS Nancy-Lorraine, où il est un des éléments essentiels à la montée du club en Division 1 en 1996. La saison suivante il dispute son premier match en Division 1 et finit la saison avec cinq buts au compteur.

### Beach soccer et reconversion
De 1999 à 2001 il fait partie de l'équipe de France de beach soccer, où il alterne avec Éric Cantona au poste d'avant-centre,.
Il est à ce jour propriétaire d'un restaurant à Marseille.

## Statistiques
| Saison                | Club                  | Championnat           | Championnat | Championnat | Coupe nationale | Coupe nationale | Coupe de la Ligue | Coupe de la Ligue | Total | Total |
| Saison                | Club                  | Division              | M.          | B.          | M.              | B.              | M.                | B.                | M.    | B.    |
| 1985-1986             | FC Martigues          | Division 2            | 2           | 0           | -               | -               | -                 | -                 | 2     | 0     |
| 1986-1987             | FC Martigues          | Division 2            | 9           | 1           | 2               | 0               | -                 | -                 | 11    | 1     |
| 1987-1988             | FC Martigues          | Division 2            | 3           | 0           | -               | -               | -                 | -                 | 3     | 0     |
| Sous-total            | Sous-total            | Sous-total            | 14          | 1           | 2               | 0               | -                 | -                 | 16    | 1     |
| 1988-1989             | US Créteil            | Division 2            | 24          | 4           | 3               | 0               | -                 | -                 | 27    | 4     |
| Sous-total            | Sous-total            | Sous-total            | 24          | 4           | 3               | 0               | -                 | -                 | 27    | 4     |
| 1989-1990             | US Orléans            | Division 2            | 28          | 4           | 3               | 0               | -                 | -                 | 31    | 4     |
| 1990-1991             | US Orléans            | Division 2            | 24          | 6           | 1               | 1               | -                 | -                 | 25    | 7     |
| 1991-1992             | US Orléans            | Division 2            | 27          | 11          | -               | -               | -                 | -                 | 27    | 11    |
| Sous-total            | Sous-total            | Sous-total            | 79          | 21          | 4               | 1               | -                 | -                 | 83    | 22    |
| 1991-1992             | Amiens SC             | Division 2            | 5           | 1           | -               | -               | -                 | -                 | 5     | 1     |
| Sous-total            | Sous-total            | Sous-total            | 5           | 1           | -               | -               | -                 | -                 | 5     | 1     |
| 1992-1993             | Stade lavallois       | Division 2            | 31          | 10          | 5               | 3               | -                 | -                 | 36    | 13    |
| 1993-1994             | Stade lavallois       | Division 2            | 41          | 17          | 2               | 1               | -                 | -                 | 43    | 18    |
| Sous-total            | Sous-total            | Sous-total            | 72          | 27          | 7               | 4               | -                 | -                 | 79    | 31    |
| 1994-1995             | CS Sedan              | Division 2            | 37          | 8           | -               | -               | 1                 | 1                 | 38    | 9     |
| Sous-total            | Sous-total            | Sous-total            | 37          | 8           | -               | -               | 1                 | 1                 | 38    | 9     |
| 1995-1996             | AS Nancy-Lorraine     | Division 2            | 39          | 6           | 2               | 0               | 1                 | 0                 | 42    | 6     |
| 1996-1997             | AS Nancy-Lorraine     | Division 1            | 28          | 5           | 1               | 0               | 1                 | 0                 | 30    | 5     |
| Sous-total            | Sous-total            | Sous-total            | 67          | 11          | 3               | 0               | 2                 | 0                 | 72    | 11    |
| 1997-1998             | Nîmes Olympique       | Division 2            | 31          | 12          | -               | -               | 2                 | 2                 | 33    | 14    |
| 1998-1999             | Nîmes Olympique       | Division 2            | 1           | 0           | -               | -               | -                 | -                 | 1     | 0     |
| Sous-total            | Sous-total            | Sous-total            | 32          | 12          | -               | -               | 2                 | 2                 | 34    | 14    |
| 1998-1999             | Red Star              | Division 2            | 21          | 2           | 1               | 0               | 2                 | 2                 | 24    | 4     |
| Sous-total            | Sous-total            | Sous-total            | 21          | 2           | 1               | 0               | 2                 | 2                 | 24    | 4     |
| Total sur la carrière | Total sur la carrière | Total sur la carrière | 351         | 87          | 20              | 5               | 7                 | 5                 | 378   | 97    |